# 후안 벨레스
후안 벨레스(스페인어: Juan Vélez, 1983년 8월 2일, 푸에르토리코 폰체 ~ )는 푸에르토리코의 가수이자 음악가이다. 그는 미국의 텔레푸투나와 푸에르토리코의 우니비시온에서 방영한 리얼리티 쇼 형식의 가수 선발 프로그램인 오브헤티보 파마의 네 번째 시즌의 우승자이다.

## 경력
2007년, 벨레스는 센트로 데 베야스 아르테스에서 네 번의 성공적인 콘서트를 열었다. 그 해 12월 11일, 그는 그의 첫 번째 앨범이자 데뷔 앨범인 콘 미 솔레다드를 발표하였으며, 빌보드 뮤직 어워드에서 '신세대가 선정한 최고의 팝 앨범'에 선정되었다. 2008년 4월 25일, 그는 푸에르토리코의 호세 미겔 아그렐로트 콜리세움에서 그의 첫 번째 콘서트를 개최하였다. 그 해 6월 3일, 그는 푸에르토리코의 청년대책부로부터 기념 선물을 받았다. 이후 싱글 앨범 '테 텡고 오 테 페르디'를 발표하였으며, 라틴 계열의 텔레노벨라인 엘 클론에서 흘러나갔다.